# Hafnon
Hafnon ist ein sehr selten vorkommendes Mineral aus der Mineralklasse der „Silikate und Germanate“ mit der chemischen Zusammensetzung Hf[SiO4] und damit chemisch gesehen ein Hafnium-Silikat. Strukturell gehört Hafnon zu den Inselsilikaten.
Hafnon kristallisiert im tetragonalen Kristallsystem und entwickelt idiomorphe bis irreguläre Kristalle und Fragmente bis etwa einem Zentimeter Größe mit glas- bis diamantähnlichem Glanz auf den Oberflächen. In reiner Form ist Hafnon farblos und durchsichtig. Durch Fremdbeimengungen nimmt er jedoch meist eine orangerote bis bräunlichgelbe Farbe an, wobei die Transparenz entsprechend abnimmt.
Hafnon ist das bisher einzige bekannte Mineral mit Hafnium als Hauptbestandteil.

## Etymologie und Geschichte
Erstmals entdeckt wurde Hafnon in verschiedenen Mineralproben aus den Gruben „Moneia“ und „Morro Conco“ sowie in den Muiâne-Pegmatiten bei Alto Ligonha in der Provinz Zambezia in Mosambik. Die Erstbeschreibung erfolgte durch J. M. Correia Neves, J. E. L. Nunes und Th. G. Sahama, die das Mineral nach dessen Hauptbestandteil Hafnium benannten, wobei die Endung -on auf die enge Verwandtschaft zum Zirkon hinweisen soll.
Das Mineralogen-Team um Correia Neves reichte seine Untersuchungsergebnisse und den gewählten Namen 1974 zur Prüfung bei der International Mineralogical Association ein (interne Eingangs-Nr. der IMA: 1974-018), die den Hafnon als eigenständiges Mineralart anerkannte. Die Publikation der Erstbeschreibung folgte im gleichen Jahr in der geowissenschaftlichen Fachzeitschrift Contributions to Mineralogy and Petrology.
Ein Aufbewahrungsort für das Typmaterial des Minerals ist bisher nicht bekannt.

## Klassifikation
In der veralteten 8. Auflage der Mineralsystematik nach Strunz ist der Hafnon noch nicht verzeichnet. Einzig im Lapis-Mineralienverzeichnis nach Stefan Weiß, das sich aus Rücksicht auf private Sammler und institutionelle Sammlungen noch nach dieser alten Form der Systematik von Karl Hugo Strunz richtet, erhielt das Mineral die System- und Mineral-Nr. VIII/A.09-20. In der „Lapis-Systematik“ entspricht dies der Klasse der „Silikate und Germanate“ und dort der Abteilung „Inselsilikate mit [SiO4]-Gruppen“, wobei in den Gruppen VIII/A.08 bis 12 diejenigen Minerale eingeordnet sind, bei denen die Kationen in kubischer und oktaedrischer Koordination vorliegen. Hafnon bildet zusammen mit Atelisit-(Y), Coffinit, Reidit, Stetindit, Thorit, Thorogummit und Zirkon die „Zirkon-Gruppe“ (Stand 2018).
Die seit 2001 gültige und von der IMA bis 2009 aktualisierte 9. Auflage der Strunz’schen Mineralsystematik ordnet den Hafnon ebenfalls in die Abteilung der „Inselsilikate (Nesosilikate)“ ein. Diese ist allerdings weiter unterteilt nach der möglichen Anwesenheit weiterer Anionen und der Koordination der beteiligten Kationen, so dass das Mineral entsprechend seiner Zusammensetzung und seinem Aufbau in der Unterabteilung „Inselsilikate ohne zusätzliche Anionen; Kationen in oktaedrischer [6]er- und gewöhnlich größerer Koordination“ zu finden ist, wo es zusammen mit Coffinit, Stetindit, Thorit, Thorogummit und Zirkon die „Zirkongruppe“ mit der System-Nr. 9.AD.30 bildet.
Auch die vorwiegend im englischen Sprachraum gebräuchliche Systematik der Minerale nach Dana ordnet den Hafnon in die Abteilung der „Inselsilikate“ ein. Hier ist er ebenfalls in der „Zirkongruppe“ mit der System-Nr. 51.05.02 innerhalb der Unterabteilung „Inselsilikate: SiO4-Gruppen nur mit Kationen in >[6]-Koordination“ zu finden.

## Chemismus
Gemäß der idealen (theoretischen), das heißt stoffreinen Zusammensetzung von Hafnon (Hf[SiO4]) besteht das Mineral im Verhältnis aus einem Hafniumatom (Hf) und einem Silikatkomplex SiO4, bestehend aus je einem Silicium- und vier Sauerstoffatomen, pro Formeleinheit. Dies entspricht einem Massenanteil (Gewichts-%) der Elemente von 65,97 Gew.-% Hf, 10,38 Gew.-% Si und 23,65 Gew.-% O oder in der Oxidform 77,79 Gew.-% HfO2 und 22,21 Gew.-% SiO2.
Die Analyse von natürlichen Hafnon-Mineralproben, genauer an zwei Kristallen, aus der Typlokalität in Mosambik ergab allerdings leicht abweichende Gehalte von 69,78 bzw. 72,52 Gew.-% HfO2 und 28,32 bzw. 27,20 Gew.-% SiO2 sowie zusätzlich geringe Gehalte von 3,28 bzw. 1,21 Gew.-% ZrO2, die einen Teil des Hafniums in der Formel ersetzen (siehe auch Substitution, Diadochie).
Ursache dafür ist die enge Verwandtschaft mit Zirkon (Zr[SiO4]), mit dem Hafnon auch eine lückenlose Mischkristallreihe bildet. Dafür spricht auch, dass die analysierten Kristalle stark zoniert waren, mit dem höchsten Hf-Gehalt an den Außenkanten. Die Erstbeschreiber J. M. Correia Neves, J. E. L. Nunes und Th. G. Sahama schlugen daher eine entsprechend dem Mischungsverhältnis angepasste Nomenklatur vor. Zirkon darf demnach maximal 10 mol-% Hafnon enthalten. Bei Gehalten zwischen 10 und 50 mol-% Hafnon wird er als hafnonhaltiger Zirkon bezeichnet. Umgekehrt darf Hafnon maximal 10 mol-% Zirkon enthalten und wird bei Gehalten zwischen 10 und 50 mol-% Zirkon entsprechend als zirkonhaltiger Hafnon bezeichnet.

## Kristallstruktur
Hafnon kristallisiert isotyp mit Zirkon in der tetragonalen Raumgruppe I41/amd (Raumgruppen-Nr. 141) mit den Gitterparametern a = 6,57 Å und c = 5,96 Å sowie vier Formeleinheiten pro Elementarzelle.
Die Kristallstruktur von Hafnon entspricht der von Zirkon, besteht also aus Zickzack-Ketten mit kantenverknüpften HfO8-Dodekaedern parallel [100], die durch gemeinsame Ecken und Kanten mit den [SiO4]4−-Tetraedern zu einem dreidimensionalen Gerüst verbunden sind.
| Kristallstruktur von Hafnon als Polyeder-Modell |
| - mit Blickrichtung parallel zur a-Achse - mit Blickrichtung parallel zur b-Achse - mit Blickrichtung parallel zur c-Achse - in der kristallographischen Standardausrichtung - größerer Ausschnitt der Fläche bc (100) |
| Farbtabelle: _ Hf 0 _ Si 0 _ O |

## Bildung und Fundorte
Hafnon bildet sich in tantalhaltigen und verwitterten Granit-Pegmatiten. Als Begleitminerale können unter anderem Albit, Anthophyllit, Apatit, Bismoclit, Bartyt, Beryll, Cesstibtantit, Cookeit, kaliumhaltiger Feldspat, Ferrocolumbit, Kassiterit, Kimrobinsonit, Manganotantalit, Mikrolith, Muskovit, Phlogopit, Quarz, Thorit, Turmalin und Zirkon auftreten.
Als seltene Mineralbildung konnte Hafnon nur an wenigen Fundorten nachgewiesen werden, wobei bisher (Stand 2020) etwas mehr als 10 Fundorte als bekannt gelten. Die Umgebung von Alto Ligonha ist dabei der bisher einzige bekannte Fundort in Mosambik.
Weitere bisher bekannte Fundorte sind:
- die Forrestania-Rubellit-Pegmatite im Verwaltungsgebiet Yilgarn Shire in Australien
- die Pegmatitfelder in der Umgebung von Koktokay im Kasachischen Autonomen Bezirk Ili (Xinjiang) in China
- die Tanco-Mine in der Provinz Manitoba und die Leduc-Mine in der Provinz Québec in Kanada
- Sidi Bou Othmane in der marokkanischen Provinz Rehamna
- die Bikita-Pegmatite im Distrikt Bikita der Provinz Masvingo in Simbabwe
- die Ray Mica Mine (auch Wray Mine) am Hurricane Mountain etwa 4 km südsüdöstlich von Burnsville (North Carolina) in den USA